# インフィニティ・QX60
QX60は、日産自動車が北米市場にて製造、インフィニティブランドで販売されている自動車である。

## 初代・2013年～2021年
インフィニティが発表した2014年モデル以降の全ラインアップに対する新ネーミング戦略によって、「インフィニティ・JX」から「インフィニティ・QX60」へと車名が変更された
米国運輸省道路交通安全局が実施した衝突安全テストにおいて総合評価で最高の5つ星と認定された。
2016年にフェイスリフトを実施。
2019年に日本国内でもインパルを通して販売を開始。ベースは北米仕様車で灯火類などを国内の法規に合わせての販売となる。

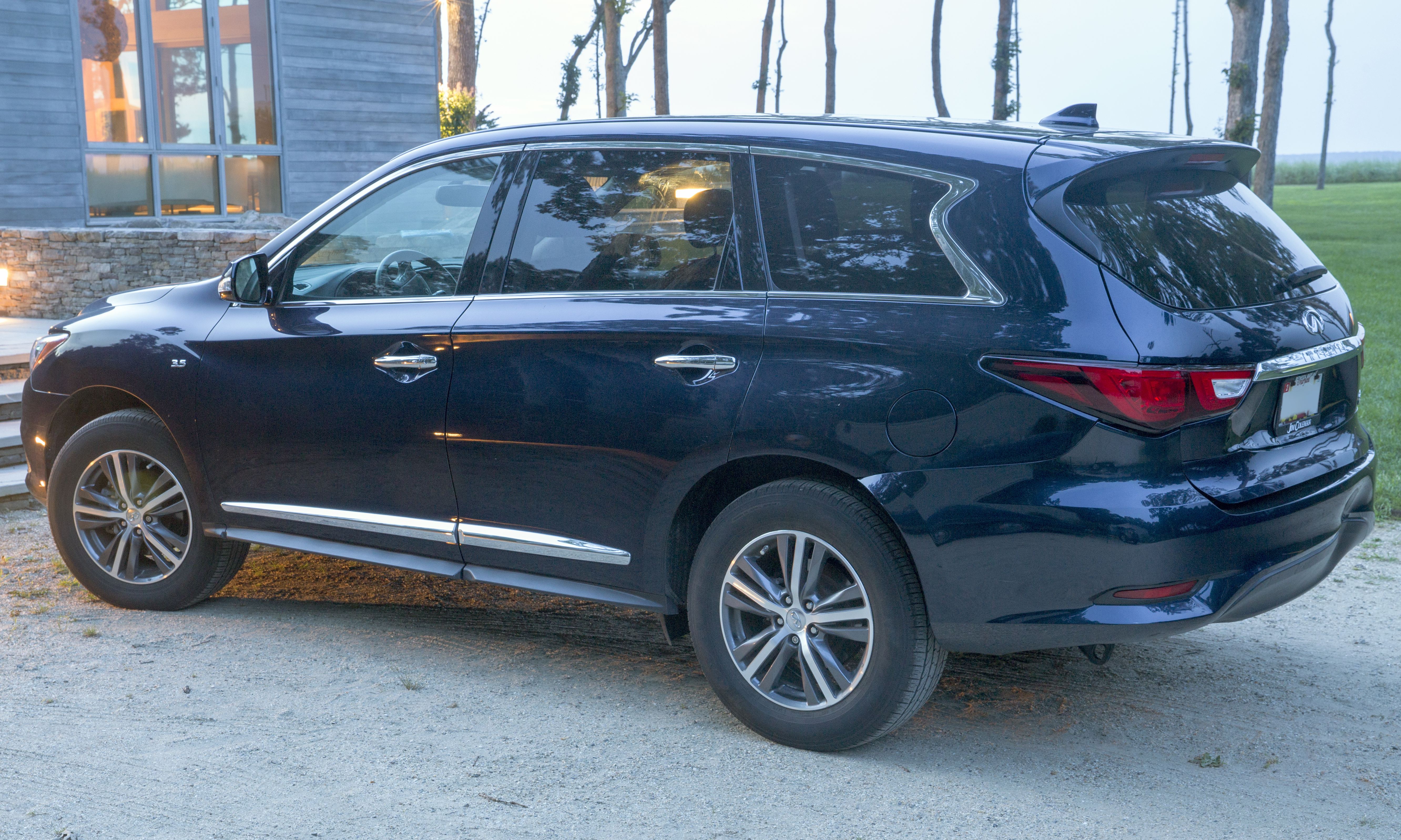
17年モデル リア
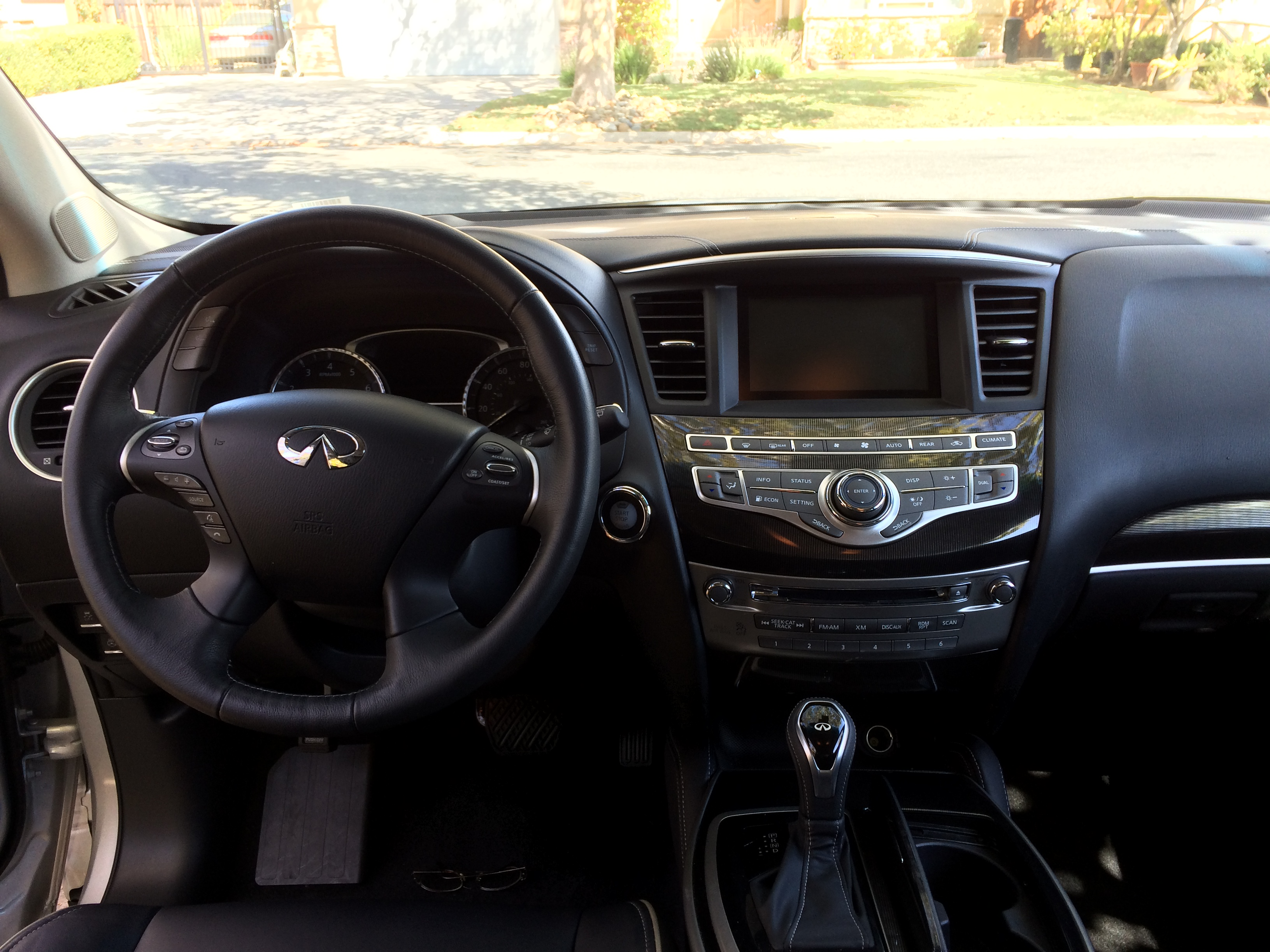
17年モデル インテリア

## 2代目・2021年～
2021年6月23日（米国時間）にL51型にフルモデルチェンジされた。日産の事業構造改革「NISSAN NEXT」の一環として発表された。
エクステリアデザインは2020年9月に発表されたコンセプトモデルの「QX60 Monograph」ほぼそのままであり、インフィニティのアイデンティティである「ダブルアーチ・グリル」がフロントに採用された。フロントグリルのメッシュ型の形状は「QX55」と同じく日本の折り紙にある短冊状の形状からインスパイアされた。ヘッドライトに与えた「デジタルピアノキー」と呼ばれるデイライトランニングランプは、3個セットのLEDキューブを並べて形作っている。
インテリアは大幅に刷新され、「Aピラー to Aピラー」と呼称する薄く横長なイメージのインパネデザインを採用し、キャビン全体の広さ感を演出し、ドライバーズシートでは腰下部分の囲まれ感でプロテクションされた安心感を与えるようにしている。ナビゲーションシステムは12.3インチの高解像度タッチスクリーンを採用し、メーターパネルはインフィニティ初のグラスコックピットを一部グレードで採用した。また、エアコンの操作パネルにもインフィニティ初のハプティック機構を採用した。インパネやシート表皮に施されたキルティング加工は、水面に描かれた複数の波紋が重なるシーンをイメージしたデザインを採用。シート表皮にはセミアリニンを使い、フロントシートはパーフォレーション加工によるベンチレーション機能も備えている。
エンジンは先代と同じ295馬力のV6エンジンを搭載してるが、先代で不評だったCVTは廃止され9速ATに変更された。なお全車AWD化された。最大6000ポンドの荷物をけん引することができる。運転支援機構ではインフィニティではQX50、QX55に続いてナビリンク付きの「プロパイロット・アシスト」を採用した。
2021年9月から販売が開始され順次中国市場などのほかの市場にも導入される。なお、日本市場へは、ほか多数の海外専売車種同様、導入される予定はない。

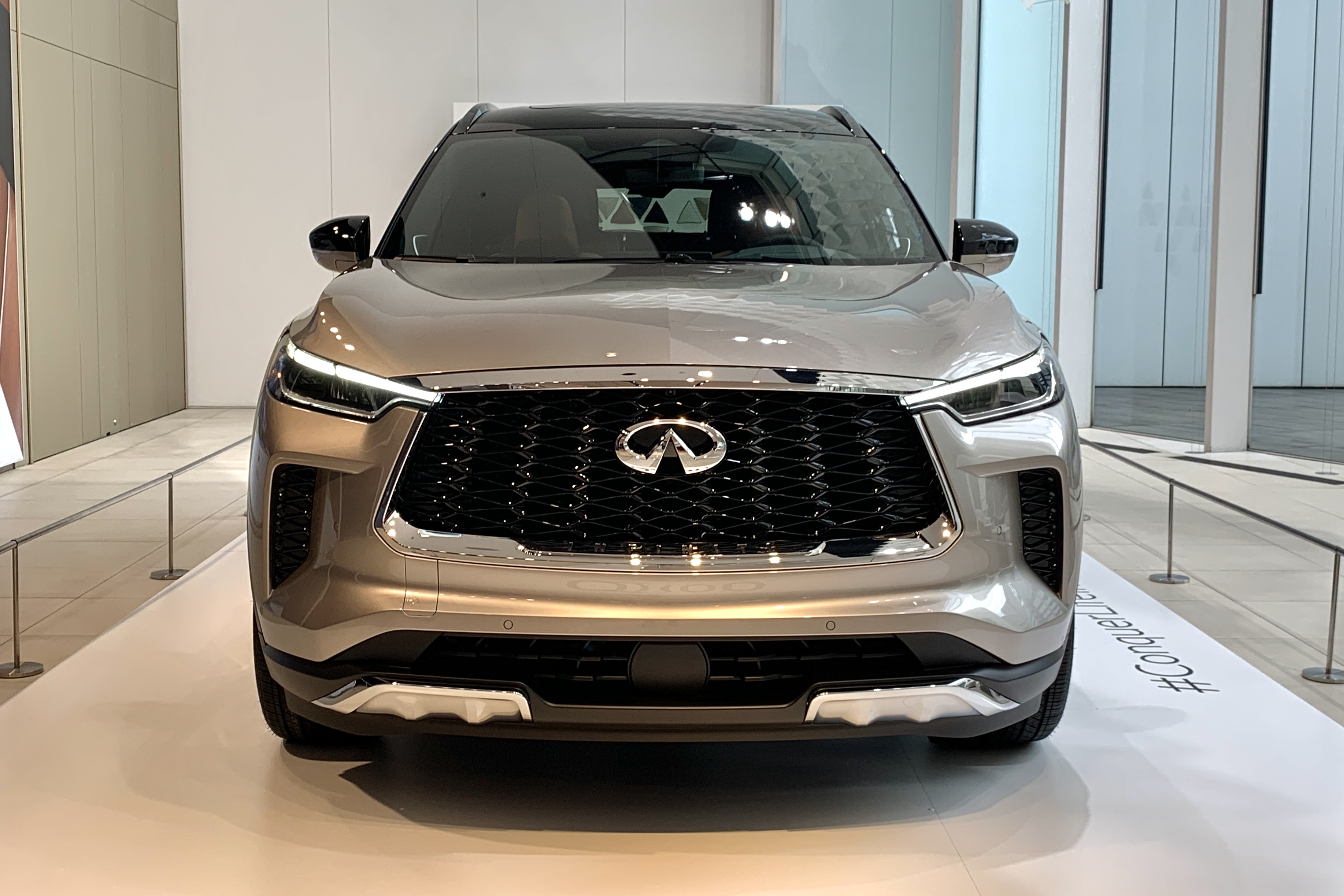
フロント
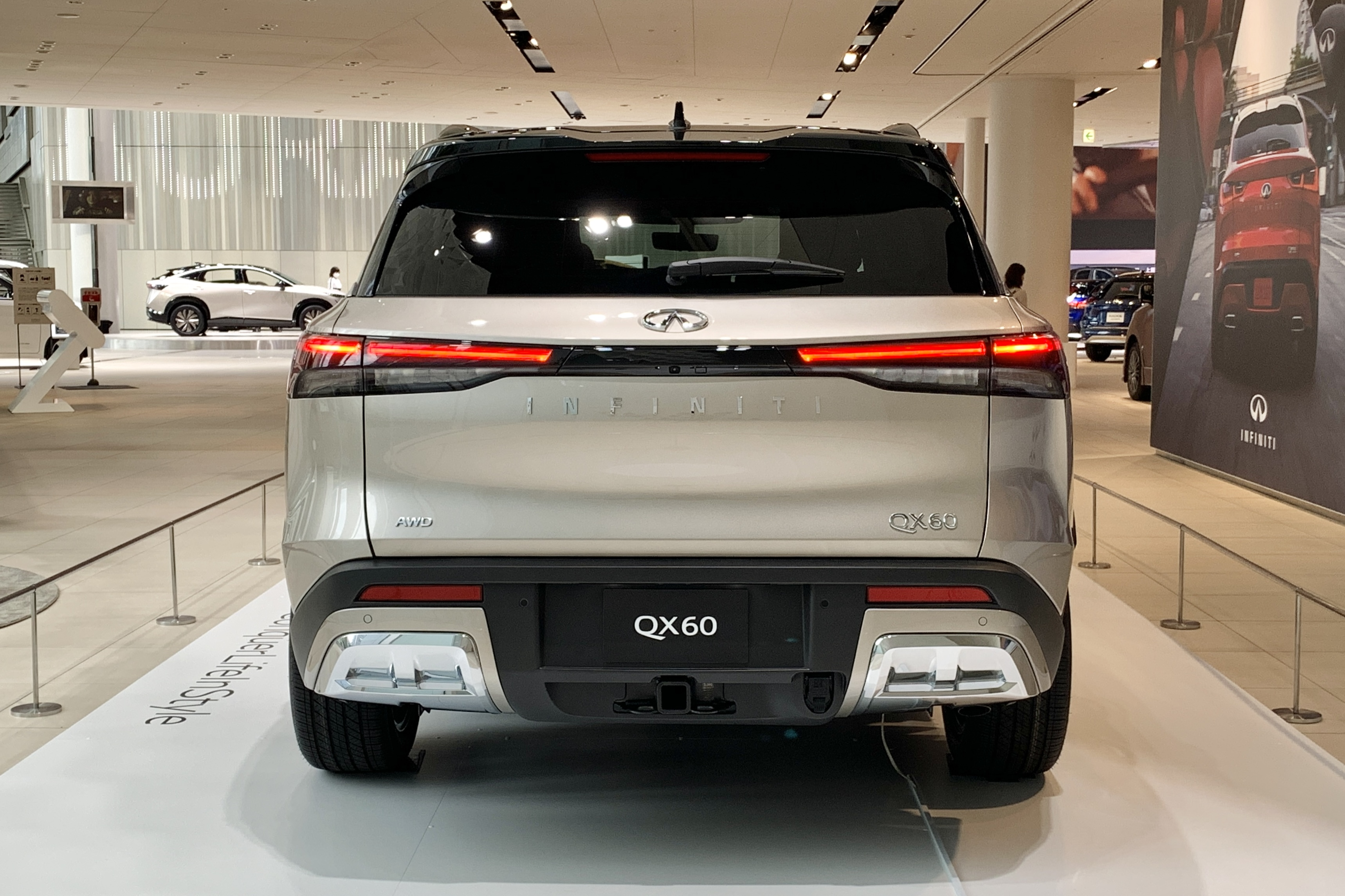
リア
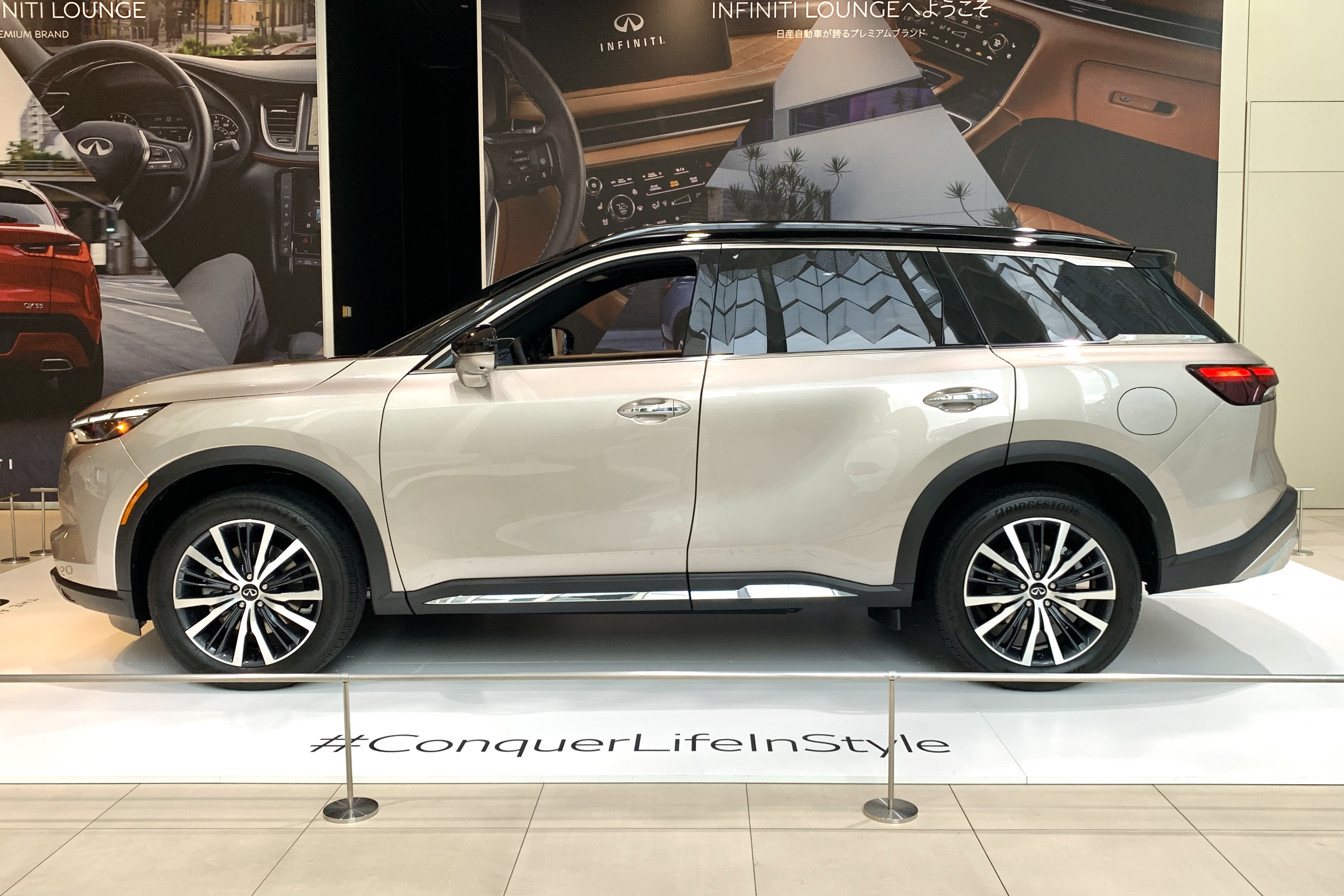
サイドエクステリア
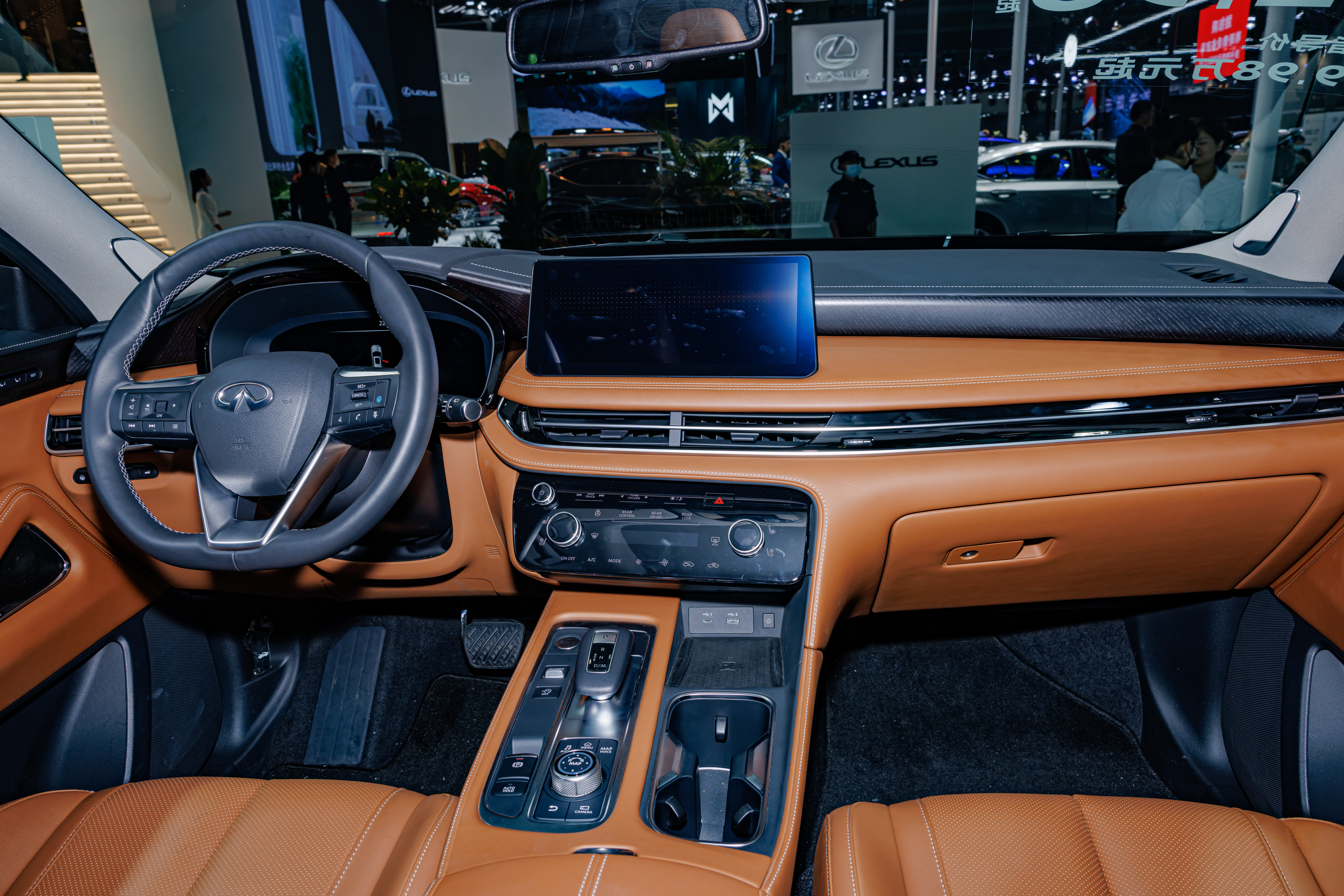
インテリア